# Симфония № 2 (Шульгоф)
Симфония № 2 Op. 81 — симфония Эрвина Шульгофа, написанная в ноябре 1932 года в Праге. Создана по заказу Карела Болеслава Йирака, руководившего музыкальными программами Пражского радио, и ему же посвящена. Впервые исполнена 24 апреля 1935 года Симфоническим оркестром Пражского радио под управлением Йирака.
В симфонии четыре части:
1. Allegro ma non troppo
2. Andante con moto
3. Scherzo à la jazz. Allegro assai
4. Finale. Allegro con spirito

Примерная продолжительность 18 минут.
Работа над симфонией совпала по времени с другим заказом от Йирака — дирижированием для трансляций Пражского радио циклом симфоний Яна и Карла Стамицев, — и близкое соприкосновение с музыкой раннего классицизма заметно отразилось в лаконичной эстетике первой, второй и четвёртой частей симфонии. Третья часть, напротив, представляет собой заключительный аккорд в истории увлечения Шульгофа джазом: она построена на контрасте между фокстротом в исполнении трубы и блюзом с солирующим саксофоном. Вторая симфония — одно из последних произведений перед решительным переломом в творчестве Шульгофа в начале 1930-х гг.
Записи симфонии были сделаны оркестром Philharmonia Hungarica (дирижёр Георг Александр Альбрехт), Оркестром радио и телевидения Саарбрюкена (дирижёр Оливер фон Донаньи), Симфоническим оркестром Баварского радио (дирижёр Джеймс Конлон), Чешским филармоническим оркестром (дирижёр Герд Альбрехт), Симфоническим оркестром Пражского радио (дирижёр Владимир Валек).